# Skaleninvarianz

Ein Beispiel: Skaleninvarianz bzw. Selbstähnlichkeit einer Koch-Kurve

Skaleninvarianz bzw. Skalenunabhängigkeit ist ein Begriff, der in der Mathematik,  Teilchenphysik und Statistischen Physik, genauer der Statistischen Mechanik, verwendet wird. Er beschreibt die Eigenschaft eines Zustands, Vorgangs, Verhältnisses oder einer Situation, bei dem/der unabhängig von der Skala der Betrachtungsgrößen die Eigenart oder Charakteristik inklusive seiner/ihrer Eckwerte weitestgehend exakt gleich bleiben. Dadurch ist ein „selbstähnlicher“ Zustand gegeben, der meistens gewisse Universalitätseigenschaften zeigt.

## Mathematik
Eine von der Variablen {\displaystyle \!\ x} abhängige Funktion {\displaystyle \!\ f(x)} heißt skaleninvariant, wenn die wesentlichen Eigenschaften der Funktion sich unter einer Reskalierung {\displaystyle \!\ x\to ax} nicht ändern. In der Regel versteht man darunter, dass sich {\displaystyle \!\ f} nur um einen Faktor (der von {\displaystyle a} abhängen kann) ändert:
{\displaystyle f(ax)=C(a)f(x)\,.}
Das bedeutet beispielsweise, dass wichtige Eigenschaften der Funktion – wie Nullstellen, Extrema, Wendepunkte oder Pole – nicht davon abhängen, welche Skala man verwendet. Beispiele skaleninvarianter Funktionen sind die Monome {\displaystyle x^{p}}.
In Verallgemeinerung für Funktionen mehrerer Variablen heißt das: Die Funktion {\displaystyle f(x_{1},x_{2},\dots ,x_{n})} heißt skaleninvariant, wenn
{\displaystyle f(ax_{1},ax_{2},\dots ,ax_{n})=C(a)f(x_{1},x_{2},\dots ,x_{n})\,.}
Beispiele sind homogene Polynome, die p-Normen, der Mahalanobis-Abstand und der Korrelationskoeffizient.
Auch Netze, deren Knotengrad keiner Skala folgt, bezeichnet man als skaleninvariante oder skalenfreie Netze.

## Teilchenphysik
Die räumliche Ausdehnung von Quarks in Nukleonen wird in Streuprozessen durch die Strukturfunktion beschrieben. Aus der Invarianz dieser Strukturfunktion gegenüber dem 4er-Impuls-Übertrag, also der Skalierung im Impulsraum, wird postuliert, dass die Quarks als Bausteine der Nukleonen keine räumliche Ausdehnung haben, also punktförmig sind (siehe Bjorken-Skalierung).

## Statistische Physik
Systeme mit Phasenübergängen zweiter Art, d. h. Übergänge mit kontinuierlichem Verlauf des Ordnungsparameters, zeigen am kritischen Punkt ein skaleninvariantes Verhalten der Eigenschaft, die durch den Ordnungsparameter beschrieben wird.
Ein Beispiel ist der Übergang vom unmagnetischen (paramagnetischen) zum ferromagnetischen Verhalten eines durch das Ising-Modell beschreibbaren Materials bei einer kritischen Temperatur. Bei genau dieser Temperatur ist die Verteilung von einheitlich magnetisierten Bereichen (Spin-Clustern) räumlich skaleninvariant, d. h., es gibt Cluster auf allen Größenskalen. Der Ordnungsparameter, in diesem Beispiel die Magnetisierung, ist bei der kritischen Temperatur noch Null, da es Cluster unterschiedlicher Magnetisierungsrichtungen gibt. Anschaulich: Unabhängig davon, wie nah man an das System herangeht, d. h., wie stark man es vergrößert, wird man immer das gleiche (magnetische) Bild sehen.
Skaleninvarianz ist ein Kennzeichen Konformer Feldtheorien, die vorwiegend zweidimensionale Systeme in der statistischen Mechanik (Skaleninvarianz am kritischen Punkt) und der Quantenfeldtheorie (z. B. Stringtheorie) beschreiben. Das Verhalten eines Systems auf verschiedenen Skalen in diesen Gebieten (egal ob skaleninvariant oder nicht) lässt sich durch die Renormierungsgruppe beschreiben.